# 北龍仁ジャンクション
北龍仁ジャンクション（プギョンインジャンクション）は大韓民国京畿道龍仁市にある世宗抱川高速道路（29号線）と首都圏第二循環高速道路（400号線）を結ぶジャンクションである。

## 接続している路線

### 安城・抱川方面
- 世宗抱川高速道路（16番）

### 華城・広州 方面
- 首都圏第二循環高速道路（5番）

## 隣
世宗抱川高速道路
- (15) 龍仁JCT - (16) 北龍仁JCT - (17) 北龍仁IC

首都圏第二循環高速道路
- (4) 蒲谷IC - (5) 北龍仁JCT - (6) 都尺IC